# Joseph François Froment de Champ-Lagarde
Pour les articles homonymes, voir Froment.
Joseph François Froment de Champ-Lagarde est un homme politique français, né le 11 mai 1764 à Paris et mort le 26 février 1827 à Tulle.

## Biographie
Seigneur de Champ-Lagarde et des Condamines, il fut conseiller du roi Louis XVI et auditeur de la chambre des comptes de Paris, ainsi que lieutenant puis bailli du bailliage de Versailles.
Plus tard, il fut vice-président du tribunal civil de Tulle et député du département français de la Corrèze de 1822 à 1824, siégeant dans la majorité soutenant les gouvernements de la Restauration.

## Sources
- « Joseph François Froment de Champ-Lagarde », dans Adolphe Robert et Gaston Cougny, Dictionnaire des parlementaires français, Edgar Bourloton, 1889-1891 [détail de l’édition]